# Eduardo Retat
Eduardo Julian Retat (16 juni 1948) is een voormalig profvoetballer uit Colombia, die als aanvaller onder meer speelde voor Atlético Nacional. Met die club won hij in 1976 de Colombiaanse landstitel. Na zijn actieve loopbaan ging hij als voetbaltrainer aan de slag.

## Trainerscarrière
Retat gaf leiding aan het Colombiaans voetbalelftal dat deelnam aan de Olympische Spelen van 1980 in Moskou. Daar werd de ploeg in de voorronde uitgeschakeld na een nederlaag tegen Tsjechoslowakijke (0-3), een gelijkspel tegen Koeweit (1-1) en een nipte overwinning op Nigeria (1-0).

## Interlandcarrière
Zelf speelde Retat achttien interlands (twee doelpunten) voor zijn vaderland in de periode 1973-1977. Hij speelde onder meer mee (als invaller) in de beslissende finalewedstrijd van de strijd om de Copa América 1975, op 28 oktober 1975 tegen Peru (1-0 nederlaag).

## Erelijst
Atlético Nacional
- Colombiaans landskampioen

1976